# Conseil de la vallée du Yass
Le conseil de la vallée du Yass (en anglais : Yass Valley Council) est une zone d'administration locale située dans l'État de Nouvelle-Galles du Sud, en Australie, dont le siège est  Yass. 

## Géographie
La zone s'étend sur 3 999 km2 dans la région des Plateaux du sud en Nouvelle-Galles du Sud et est limitrophe du Territoire de la capitale australienne. Elle est arrosée par le Yass, auquel elle doit son nom. Les voies de circulation qui la traversent sont la Hume Highway et la Barton Highway, ainsi que la ligne de chemin de fer Southern Highlands Railway. 
Avec Yass, le conseil regroupe les localités de Binalong, Bookham, Bowning, Gundaroo, Murrumbateman, Sutton, Wee Jasper et Brindabella.

## Histoire
Le conseil est créé le 11 février 2004 par fusion du comté de Yass avec des parties des comtés de Gunning et Yarrowlumla.  

## Démographie
| 2006   | 2011   | 2016   | 2021   |
| ------ | ------ | ------ | ------ |
| 13 135 | 15 020 | 16 142 | 17 281 |

## Politique et administration
Le conseil municipal comprend neuf membres élus pour un mandat de quatre ans, qui à leur tour élisent le maire et son adjoint pour deux ans. À la suite des élections du 4 décembre 2021, le conseil est formé de huit indépendants et un vert.

### Liste des maires
| Période                                  | Période      | Identité      | Étiquette    | Qualité |
| ---------------------------------------- | ------------ | ------------- | ------------ | ------- |
| Les données manquantes sont à compléter. |              |               |              |         |
| septembre 2012                           | janvier 2022 | Rowena Abbey  | Indépendante |         |
| 12 janvier 2022                          | en fonction  | Allan McGrath | Indépendant  |         |

La zone est rattachée à la circonscription d'Eden-Monaro pour les élections fédérales et à celle de Goulburn pour les élections à l'Assemblée législative de Nouvelle-Galles du Sud.